# Phyllanthus serpentinus
Phyllanthus serpentinus är en emblikaväxtart som beskrevs av Spencer Le Marchant Moore. Phyllanthus serpentinus ingår i släktet Phyllanthus och familjen emblikaväxter. Inga underarter finns listade i Catalogue of Life.